# 乐文照
乐文照（1895年—1979年），浙江宁波人。中国医学家。

## 生平
1916年奔赴美国哈佛大学攻法医学，并获博士学位。1921年，受聘于北京协和医院。1923年，在上海圣约翰大学医学院任生化、组织学副教授。1927年，任上海医学院代理院长兼内科主任。1945年，任上海中美医院内科主任。精通内科学，在心血管、消化、内分泌代谢、肾脏病学方面造诣较深。

## 著作
编著《水解质平衡与临床》。